# Golo (humorista)
Rubén González Calvano (Santa Fe, 1 de julio de 1936), conocido artísticamente como Golo, es un humorista, guionista y actor argentino. Su carrera se ha desarrollado principalmente en radio y televisión, con una trayectoria que supera las seis décadas.
A los 18 años se trasladó a Buenos Aires, donde comenzó escribiendo guiones para el programa Farandulandia. Luego participó como libretista en La Revista Dislocada y en el ciclo televisivo Viendo a Biondi, protagonizado por Pepe Biondi. También colaboró en diversos programas de televisión como Las aventuras del Capitán Piluso, El increíble Tony, La revista de Dringue, Matraca Boom, Domingo de Fiesta, La foto, De lo nuestro con humor, Las gatitas y ratones de Porcel y Buenos Días, Sonrisas y Servicios.
En 1984 creó y condujo el programa radial Golo...sinas, que se emitió durante más de 30 años por diferentes emisoras, entre ellas Radio Colonia, Radio Concepto, AM 770, Radio Güemes AM 1050, Radio Zónica y Radio Argentina AM 570. El programa combinó monólogos, personajes de humor costumbrista y sátira social. Durante quince años, compartió la conducción del programa con el actor Cacho Bustamante, quien también participó en la versión televisiva del ciclo emitida por Telefé.
También formó parte del jurado del programa televisivo Finalísima del Humor, emitido por Canal 9 en la década de 1980 y conducido por Leonardo Simons. 

## Estilo humorístico
El estilo humorístico de Golo se caracteriza por el uso de un lenguaje sencillo y accesible, evitando expresiones vulgares o de doble sentido. Su enfoque se basa en el humor costumbrista, el absurdo y la observación de situaciones cotidianas.